# کون‌او لیک‌شور (پنسیلوانیا)
کون‌او لیک‌شور (به انگلیسی: Conneaut Lakeshore) یک منطقهٔ مسکونی در ایالات متحده آمریکا است که در پنسیلوانیا واقع شده‌است. کون‌او لیک‌شور ۱۷٫۳ کیلومتر مربع مساحت و ۲٬۳۹۵ نفر جمعیت دارد و ۳۲۹٫۱۹ متر بالاتر از سطح دریا واقع شده‌است.